# Les Trois Âges de la Vie et la Mort
Les Trois Âges de la Vie et la Mort – en allemand, Die drei Lebensalter und der Tod – est un tableau réalisé vers 1509-1510 par le peintre allemand Hans Baldung. De format vertical, cette peinture exécutée sur bois de tilleul représente quatre figures nues dans un décor végétal : alors qu'une jeune femme se regarde insouciamment dans un miroir convexe et qu'une enfant à ses pieds joue avec son voile transparent, une vieille femme, derrière elle, écarte de la main le bras tendu d'une créature cadavérique tenant un sablier au-dessus de sa tête. Variation sur les trois âges de la vie et la mort, l'œuvre peut être comprise comme une allégorie de la Vanité. Elle est conservée au musée d'Histoire de l'art de Vienne, à Vienne, en Autriche.